# Dulce Nombre (Cartago)
Dulce Nombre è un distretto della Costa Rica facente parte del cantone di Cartago, nella provincia omonima.